# Darksiders
Darksiders is een action-adventure/hack and slash-computerspel ontwikkeld door Vigil Games en uitgegeven in Europa op 8 januari 2010 door THQ voor op de Xbox 360 en PlayStation 3. Op 24 september 2010 kwam het spel ook uit voor Microsoft Windows. Op het spel kwam een vervolg uit genaamd Darksiders II. Darksiders is ook beschikbaar voor Linux via Steam.

## Gameplay
In Darksiders speelt de speler War, één der vier ruiters van de Apocalyps. In het spel moet de speler levels doorspelen en daarbij puzzels oplossen, spullen verzamelen, ontdekken en vechten. In het begin van het spel verliest War het grootste deel van zijn spullen en wapens. Naarmate de speler vordert in het spel, worden er steeds meer wapens en spullen teruggevonden. Dit leidt ertoe dat er ook steeds meer gebieden beschikbaar worden die eerst niet bereikbaar waren.
In het begin van het spel gebruikt War alleen zijn zwaard, genaamd Chaoseater. Later verkrijgt hij ook een zeis, een revolver, War's Crossblade (een boemerangachtig wapen) en zijn paard Ruin. Vijanden bestaan vooral uit demonen en engelen. Niet elke demoon is slecht, Vulgrim is een handelaar die vriendelijk is tegen War.

## Verhaal
War is opgeroepen om naar de aarde te komen en zijn gewoonlijke taak te doen. Namelijk het, samen met zijn drie broers, uitroeien van de engelen en demonen die zich niet overgeven. Deze taak is in werking gezet omdat alle zegels verbroken zouden zijn.
Ondertussen woed er een gevecht tussen demonen en engelen op aarde. Tijdens dat gevecht arriveert War om de orde te herstellen. Tot zijn verbazing hoort hij van Abaddon dat zijn broers niet zijn opgeroepen en het zevende zegel, de zegel van de vier ruiters van de Apocalyps, niet is verbroken. Straga, een demoon en dienaar van "The Destroyer" (leider van de troepen van hel), verschijnt en dood Abaddon. War bevecht Straga, maar verliest. Hij wordt gered van de dood en wordt naar de "Charred Council" gebracht die hem ervan beschuldigen de Apocalyps te vroeg te zijn begonnen en de kant van hel gekozen te hebben. Om die reden wordt hij veroordeeld met de doodstraf.
War gaat hier tegenin en eist een mogelijkheid om zijn onschuld te bewijzen door de persoon die de Apocalyps te vroeg startte, te vinden. De Charred Council stemt hiermee in en War wordt terug naar aarde gebracht om die taak te volbrengen. Maar omdat de Charred Council hem niet volledig vertrouwd wordt een afgezant van de Charred Council meegestuurd, genaamd The Watcher. Deze Watcher moet zorgen dat War niks anders doet dan de beloofde taak te volbrengen. Doet War dat niet, dan heeft The Watcher de kracht om hem te doden.
War gaat op zoek naar de starter van de Apocalyps, met behulp van onverwachte bondgenoten zoals Samael, om wraak te nemen en zijn onschuld voor de Charred Council te kunnen bewijzen.

## Stemacteurs
| Personage           | Stemacteur       |
| ------------------- | ---------------- |
| War                 | Liam O'Brien     |
| The Watcher         | Mark Hamill      |
| Vulgrim             | Phil LaMarr      |
| Uriël               | Moon Bloodgood   |
| Abaddon, Straga     | Troy Baker       |
| Tiamat, Silitha     | Lani Minella     |
| Samael              | Vernon Wells     |
| Azrael              | Keith Szarabajka |
| Ulthane             | J. B. Blanc      |
| The Charred Council | Fred Tatasciore  |

## Ontvangst
| Beoordeeld door      | Platform      | Datum            | Score |
| -------------------- | ------------- | ---------------- | ----- |
| AceGamez             | Xbox 360      | 6 januari 2010   | 93%   |
| Destructoid          | Xbox 360      | 12 januari 2010  | 90%   |
| GameFocus            | Xbox 360      | 4 januari 2010   | 89%   |
| Spazio Games         | PlayStation 3 | 7 januari 2010   | 88%   |
| Spazio Games         | Xbox 360      | 7 januari 2010   | 88%   |
| 3D Juegos            | PlayStation 3 | 4 januari 2010   | 88%   |
| GameStar (Duitsland) | Windows       | 17 augustus 2010 | 86%   |
| Meristation          | PlayStation 3 | 31 december 2009 | 85%   |
| PlayFrance           | PlayStation 3 | 5 januari 2010   | 85%   |
| Game Revolution      | Xbox 360      | 4 januari 2010   | 83%   |

## Warmastered Edition
Een geremasterde versie genaamd Darksiders: Warmastered Edition werd uitgebracht op 22 november 2016 voor de PlayStation 4 en Xbox One, op 29 november 2016 voor Windows, en op 23 mei 2017 voor de Wii U.